# Mindless Self Indulgence
A Mindless Self Indulgence, rövidítve MSI vagy Mindless egy New Yorkban alakult együttes. A nevüket egy albumtól vették, amit az énekes, Jimmy Urine adott ki 2 évvel az alakulás előtt. Zenei stílusukat nem könnyű meghatározni, de legtöbbször electro punknak kategorizálják. Hallhatók azonban befolyások a pop, hiphop, metal, klasszikus és más zenei stílusokból. Saját stílusukat "Industrial Jungle Pussy Punk"nak nevezték. A banda elvont humorérzéke és iróniája miatt megosztja a közvéleményt, de ebből mind a rajongók, mind a bandatagok viccet csinálnak.
Van egy képregénysorozatuk, amely az Adventures Into Mindless Self Indulgence címen futott.

## Tagok
Little Jimmy Urine (James Euringer) énekes és a számok elektronikai részének felelőse.
1969-ben született New Yorkban. Az első albuma a Mindless Self Indulgence címet viselte, amit egyedül csinált (egy számnál Steve, right? gitározott) és inkább industrial-szerűen hangzott.
Az Urine (vizelet) becenevét onnan kapta, hogy egy 1999-es koncertjükön a Pussy All Night szám közben a szokott módon (ˇNow it is the time to watch me breakdance") Jimmytől a "Now this is the time to drink my own piss" hangzott el. Ezután egy műanyag poharat és nemiszervét előkapva belevizelt a pohárba, amibe beleivott, majd átnyújtotta a pohár tartalmát Steve-nek, aki hezitálás nélkül beleivott, a pohár maradék tartalmát meg szájába vette és az éljenző közönségre köpte.
Jimmyt a koncert után letartóztatták.
Steve, right? (Steven Montano) nevét onnan kapta, hogy egy fellépés közben valaki megkérdezte: "You´re Steve, right?". Jimmyvel együtt több számot írt az együttesnek. Steve szerepelt a My Chemical Romance-zenékben is, mint például "Na Na Na Na".
Vanessa YT a banda basszerese 2001 nyaráig.
Lyn-Z (Lindsey Ann Ballato, a későbbiekben Lindsey Way) basszusgitáros, ismert az extrém hátrahajolásáról. 1976-ban született. 2001 őszén csatlakozott az együtteshez, miután Vanessa kilépett.
2007. szeptember 3-án LynZ és Gerard Way, a My Chemical Romance énekese összeházasodtak.

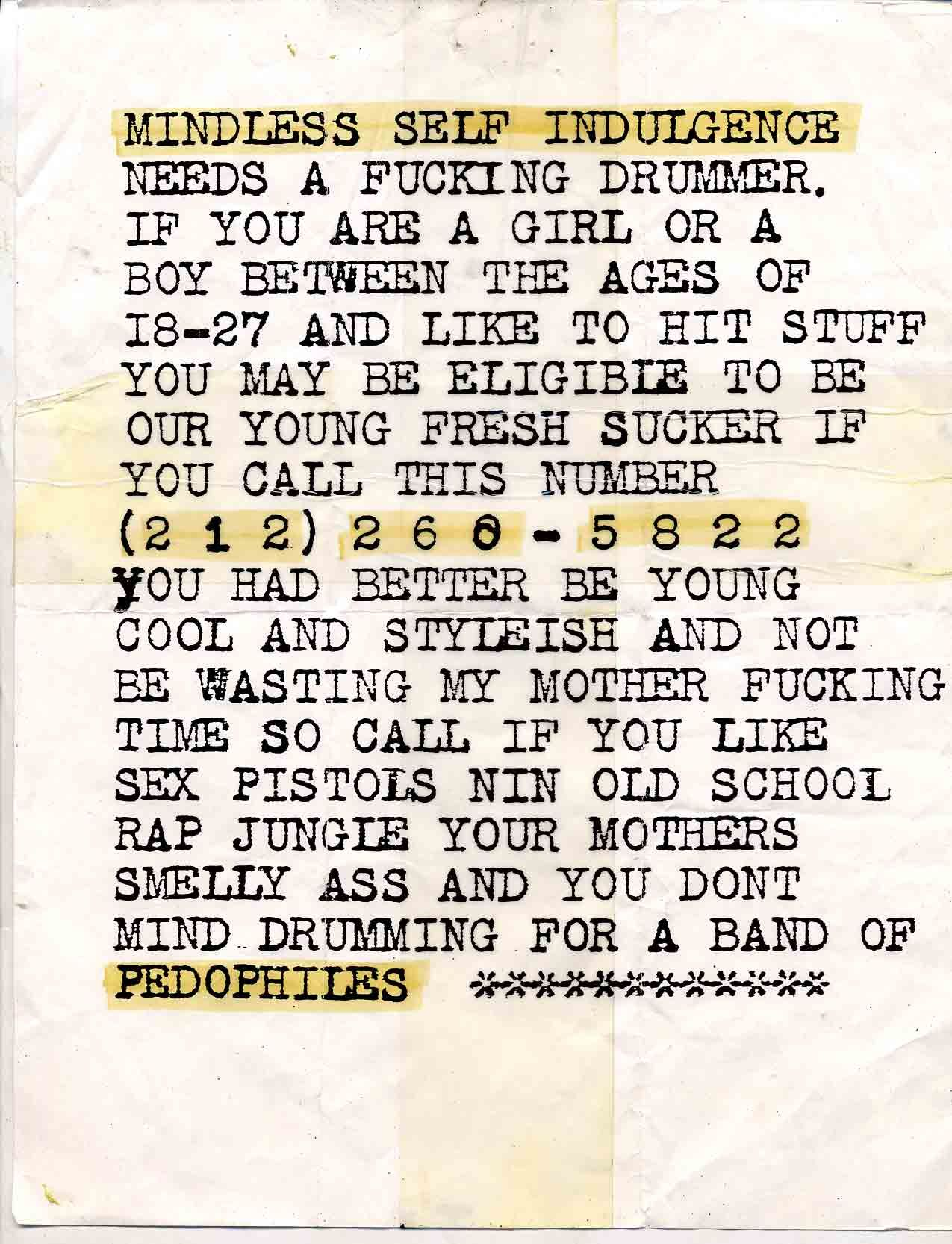
Mindless Self Indulgence is seeking for a drummer!!

Kitty (Jennifer Dunn) a dobos. Ő futtatta az MSI honlapját az FGWSSS (Frankenstein Girls Seem Strangely Sexy) albumuk megjelenése után. A bandához 1997-ben csatlakozott.

## Nagylemezek
- Mindless Self Indulgence (1994-1995)
- Tight (1999)
- Frankenstein Girls Will Seem Strangely Sexy (2000)
- You'll Rebel to Anything (2005)
- If (2008)
- Tighter (2011)
- How I Learned To Stop Giving A Shit And Love Mindless Self Indulgence (2013)

## Kislemezek és egyéb kiadványok
- Bitches, Molly (Remix-EP, 2000)
- Alienating Our Audience (koncertfelvétel, 2002)
- The Left Rights (2002)
- Despierta Los Niños (EP, 2003)
- Straight To Video (Remix-EP, 2005)
- <3 (EP, 2010)